# Louis Bailly

Louis Bailly 1925 am Curtis Institute

Louis Bailly (* 18. Juni 1882 in Valenciennes, Hauts-de-France, Frankreich; † 21. November 1974 in Cowansville, Québec) war ein kanadischer Violinist und Musikpädagoge französischer Herkunft.

## Leben und Wirken
Louis Bailly studierte Violine und Viola (Bratsche) am Conservatoire de Paris, das er 1899 mit einem ersten Preis abschloss. Er war dann Bratschist an der Pariser Oper, der Opéra-Comique und bei den Concerts Colonne. 1903 war er Gründungsmitglied des Quartetts von Eduard Capet, daneben spielte er im Quartett von Geloso-, Marsick und Mischa Elman.

## Flonzaley Quartett von 1917 bis 1924
Das „Flonzaley Quartett“, gegründet von Eduard de Coppet als sein privates Orchester, suchte Ersatz für ihren Bratschisten Ugo Ara, der sich als Freiwilliger zur italienischen Armee gemeldet hatte. Sie wandten sich an Jacques Thibaud und Pierre Monteux für eine Empfehlung. Die Gewünschten standen noch unter Vertrag. Alfred Cortot schlug Louis Bailly vor, für den er eine Befreiung vom Wehrdienst erreichen könne. So kam Bailly nach Amerika und wurde er 1917 Mitglied im Quartett Flonzaley, bei dem er zwei Jahre bis zu Ugo Aras Rückkehr spielte. Aras Anwesenheit im Quartett währte jedoch nicht lange, denn dieser hatte nach seiner Entlassung aus der italienischen Armee mit schweren gesundheitlichen Problemen zu kämpfen. Bailly, der inzwischen beim Berkshire String Quartet (für 1919–1920) von Frau Elizabeth Sprague Coolidge angeheuert hatte, nahm aber im Oktober 1919 auf deren Drängen seinen Platz bei Flonzaley wieder ein. Er spielte insgesamt sieben Jahre mit dem Flonzaley Quartett bis 1924.
André de Coppet garantierte eine feste jährliche Summe für das Flonzaley Quartett (ca. 30.000 Dollar) und die Verträge wurden jährlich 1919–1920 und 1920–1921 festgelegt. Dann, im April 1922, auf die dringende Bitte von Herrn Bailly, vereinbarten sie einen Vertrag für drei Jahre bis zum 1. Juni 1924. De Coppet sicherte wiederum eine jährliche Summe (damals etwa 36.000 Dollar) für drei Jahre zu.
Während dieser Zeit kam es zu erheblichen Spannungen zwischen Bailly und den anderen Mitgliedern des Quartetts, so dass ihm im Dezember 1923 mitgeteilt wurde, dass sein Vertrag mit Auslaufen am 6. April 1924 nicht verlängert werde. Bailly war bitterböse und kündigte seinen Kollegen am 4. März 1924 an, dass er die Auflösung des Quartetts fordere und sie nach dem 1. Juni 1924 nicht mehr unter dem Namen „Flonzaley Quartett“ auftreten dürften. Er ging sogar so weit, zu fordern, dass der Name Flonzaley Quartet versteigert werden solle. Bailly war der Auffassung, dass das Quartett sei eine kommerzielle Gesellschaft sei, die unter das „Partnership“-Gesetz des Staates New York falle. Er erwirkte eine einstweilige Verfügung, wonach das Quartett den Namen „Flonzalay“ nicht führen dürfe, was er seinen Kollegen mitteilte. Das Gericht sah eine Regelung „gesetzlich und künstlerisch“ als nicht durchführbar an. Bailly war mit der Entscheidung unzufrieden und ging weiter zum Supreme Court von New York.
Das Quartett waren inzwischen mit der SS „George Washington“ auf dem Weg nach England, mit Félicien D’Archambeau als neuem Bratschist, um ihren Konzertverpflichtungen nachzukommen.
Der Richter Giegerich widerrief schließlich das Verbot und verkündete „schwerwiegende Zweifel gegen die Rechtmäßigkeit der Forderung im Allgemeinen“, was dann von zwei weiteren Richtern bestätigt wurde.
Im Verfahren entschieden die Richter zu Gunsten des Quartetts und De Coppet. Der Name „Flonzaley“ sie die Wahl von Edouard De Coppet gewesen und habe bereits Jahre vor der Ankunft von Bailly bestanden. Auch sei das Quartett bereits unter dem Namen erfolgreich gewesen vor dieser Zusammenarbeit. Das Quartett sei „ein kultureller Vermittler wie ein Museum oder eine künstlerische Einrichtung zur Förderung einer Lehre von höchster Qualität“. Auf keinen Fall sei das Quartett als eine kommerzielle Gesellschaft anzusehen. (Das Verhältnis der „Partnership“ zwischen De Coppet als Arbeitgeber und dem Quartett als Arbeitnehmer wurde damit umgangen.)
Bailly war mit dem Urteil unzufrieden und wandte sich daraufhin im Mai 1925 an das Appellations-Gericht, das dem Urteil widersprach und den Fall aus Verfahrensmängeln zurückverwies. Es bestätigte jedoch, dass „auf keinen Fall der Name des Quartet Flonzaley verkauft werden dürfe“.
Es drohte ein erneutes Gerichtsverfahren als sich plötzlich die Anwälte der beiden Seiten in einem außergerichtlichen Verfahren einigten „ohne weitere Rechtsansprüche von Herrn Bailly“.
1919 spielte er mit Harold Bauer beim Berkshire Festival in Pittsfield, Massachusetts, die Uraufführung der Violasuite von Ernest Bloch in der Fassung für Viola und Klavier, und im Folgejahr die Uraufführung der Originalfassung für Viola und Orchester in New York.

## Der Lehrer
Von 1925 bis 1941 unterrichtete Bailly am Curtis Institute in Philadelphia, wo er die erste amerikanische Fakultät für Viola einrichtete und u. a. Stanley Solomon und Clermont Pépin seine Schüler waren.
Von 1943 bis 1957 war er Lehrer für Violine, Viola und Kammermusik am Conservatoire de musique du Québec (CMM). Am CMM war er u. a. Lehrer von Ethel Stark und betreute 1944–1945 das Streichquartett, das von Noël Brunet, Lionel Renaud, Lucien Robert und Roland Leduc gebildet wurde.
1950 wurde er kanadischer Staatsbürger.
Bailly war Ritter der Ehrenlegion.